# Shhh
Shhh è il quinto album in studio del gruppo musicale britannico Chumbawamba, pubblicato nel 1992.

## Tracce
1. Shhh
2. Big Mouth Strikes Again
3. Nothing That's New
4. Behave!
5. Snip Snip Snip
6. Look! No Strings!
7. Happiness Is Just a Chant Away
8. Pop Star Kidnap
9. Sometimes Plunder
10. You Can't Trust Anyone Nowadays
11. Stitch That